# Wake Up (Eliot-dal)
A Wake Up (magyarul: Ébredj fel!) Eliot Vassamillet belga énekes dala, mellyel Belgiumot képviselte a 2019-es Eurovíziós Dalfesztiválon, Tel-Avivban. Az előadót a francia nyelvű, vallon közszolgálati televízió, az RTBF választotta ki és kérte fel a szereplésre.

## Eurovíziós Dalfesztivál
2019. január 15-én bejelentette a vallon közszolgálati televízió, az RTBF, hogy Eliot Vassamillet fogja képviseli Belgiumot a 64. Eurovíziós Dalfesztiválon, Izraelben. A belga versenydalt és a hozzákészült videóklipet 2019. február 27-én mutatták be. A dal szerzője az előadó mellett Pierre Dumoulin, aki korábban már Blanche 2017-es City Lights című dalában is közreműködött, mely a negyedik helyen végzett a Kijevben rendezett dalfesztiválon.
A dalt az Eurovíziós Dalfesztiválon a május 14-i első elődöntőben adták elő, a fellépési sorrendben tizedikként, a szerb Nevena Božović Kruna című dala után, és a grúz Oto Nemsadze Keep on Going című dala előtt. A szavazás során 70 ponttal a tizenharmadik helyen végzett, így nem jutott tovább a május 18-i döntőbe.

## Slágerlistás helyezések
| Slágerlista (2019)             | Legjobb helyezés |
| ------------------------------ | ---------------- |
| Belgium (Ultratop 50 Flanders) | 35.              |
| Belgium (Ultratop 50 Wallonia) | 27.              |

## Külső hivatkozások
- Dalszöveg (angol nyelven)
- A dal videóklipje. YouTube-videó, Eurovision Song Contest, 2019. február 27.
- A dal előadása az Eurovíziós Dalfesztivál első elődöntőjében. YouTube-videó, Eurovision Song Contest, 2019. május 14.